# Gottifredo (vescovo di Lucca)
Gottifredo o Goffredo (in latino Gottifredus, Godifreddus, Godifredus; ... – 28 febbraio ...; fl. XI secolo) è stato un vescovo cattolico italiano. Fu vescovo di Lucca in un periodo imprecisato compreso tra il 1086 e il 1097 circa.

## Biografia
Nulla è noto sulla sua famiglia d'origine, né sugli estremi cronologici del suo episcopato. Fu vescovo di Lucca dopo Anselmo II, morto il 18 marzo 1086, e prima di Rangerio, che prese possesso della diocesi prima dell'agosto 1097 e la resse fino alla sua morte il 25 gennaio 1112.
Era sicuramente vescovo prima del 4 luglio 1091 ("1091 quarto nonas Julii"), come traspare da un documento, sopravvissuto in un'unica copia, in cui Gottifredo si firma come "Dei gratia Lucanae Civitatis Episcopus". Il documento è un lungo atto della donazione effettuata in favore del monastero femminile di San Frediano di Tolli (oggi Santa Maria a Monte), da parte del vescovo ortodosso di Lucca, successore di Anselmo II, ovvero Gottifredo, La donazione fu redatta in Pescia, cioè in una sede dell'episcopato secondaria, in cui si erano rifugiati i seguaci di Anselmo per sfuggire alle persecuzioni dei rivoltosi scismatici, protetti verosimilmente dai Cadolingi, la cui contea comprendeva Pescia. Con lui sottoscrive l'atto, tra gli altri ecclesiastici, Ildebrando, futuro presule di Roselle. Ildebrando avrebbe continuato a percepire dalla diocesi di Lucca la prebenda e il beneficio anche dopo essersi trasferito a Roselle, tanto che papa Pasquale II, in una lettera del 14 ottobre 1103, rimproverò Rangerio, il successore di Gottifredo, per aver lasciato che ciò continuasse.
A conferma dell'esistenza del vescovo, si rinviene negli archivi papali anche un altro documento, senza datazione: si tratta della una risposta di papa Urbano II a Gottifredo, il quale chiedeva indicazioni su come comportarsi con gli assassini degli scomunicati ("excommunicatorum interfectores"), a cui il Papa rispose scrivendo "non consideriamo come omicidi coloro che, ardendo di zelo per la Madre Cattolica, abbiano ucciso qualcuno tra gli scomunicati" ("Non enim eos homicidas arbitramur, quos, aduersus excommunicatos zelo catholicae matris ardentes, aliquos eorum trucidasse contingit"). 
È noto che morì il 28 febbraio, ma non è stato tramandato l'anno. Non risultano altri documenti che attestino la presenza di un vescovo ortodosso in Lucca fino a Rangerio, il suo successore, il cui primo atto risale al 18 agosto 1097.